# Campeonato Capixaba de Futebol de 2021 - Série B
A Série B do Campeonato Capixaba de Futebol de 2021, organizada pela FES, foi a competição estadual de futebol realizada no Espírito Santo, equivalente a segunda divisão. Com início em 14 de julho e com o término em 4 de setembro, reuniu 10 equipes.

## Regulamento
A fórmula de disputa será diferente dos anos anteriores, por conta do grande número de equipes participantes. Na primeira fase as equipes serão divididas em 2 grupos, contendo 5 equipes em cada grupo e jogando em 2 turnos, onde os 2 primeiros colocados de cada grupo passaram para as semifinais. Nas semifinais as equipes jogarão jogos de ida e volta, assim definindo os finalistas que decidiram o campeonato em jogo único e em um campo neutro, além de serem promovidos para a Série A de 2022.

### Critérios de desempate
Os critérios de desempate serão aplicados na seguinte ordem para cada fase:
Primeira fase
1. Maior número de vitórias
2. Maior saldo de gols
3. Maior número de gols pró (marcados)
4. Confronto direto
5. Menor número de cartões vermelhos
6. Menor número de carttões amarelos
7. Sorteio

Semifinais
1. Maior saldo de gols nos dois jogos
2. Melhor classificação na Fase Preliminar

Finais
1. Cobrança de pênaltis

## Participantes
O Atlético Itapemirim campeão capixaba da Série A de 2017 e na qual foi rebaixado em 2020 participará dessa edição, enquanto o Linhares que também foi rebaixado em 2020, desistiu de disputar. A competição contará com um estreante, o Nova Venécia clube fundado em abril de 2021 que tem como embaixador o jogador Richarlison, do Everton da Inglaterra.
| Clube               | Cidade       | Temporada 2020 | Estádio                             | Capacidade | Títulos (último) |
| ------------------- | ------------ | -------------- | ----------------------------------- | ---------- | ---------------- |
| Aster Brasil        | Vitória      | Não participou | Kleber Andrade                      | 50 000     | 0 (não possui)   |
| Atlético Itapemirim | Itapemirim   | 9º da Série A  | Estádio do Sumaré                   | 6 000      | 0 (não possui)   |
| Capixaba            | Vargem Alta  | 3º da Série B  | Estádio Almiro Ofranti              | 2 000      | 1 (1995)         |
| Castelo             | Castelo      | Não participou | Estádio Emílio Nemer                | 2 000      | 1 (1988)         |
| CTE Colatina        | Colatina     | 4º da Série B  | Estádio Justiniano de Mello e Silva | 2 600      | 1 (2003)         |
| Forte Rio Bananal   | Rio Bananal  | Não participou | Estádio Virgílio Grassi             | 2 200      | 0 (não possui)   |
| Grêmio Laranjeiras  | Serra        | Não participou | Estádio Robertão                    | 2 000      | 0 (não possui)   |
| Nova Venécia        | Nova Venécia | Não participou | Estádio Zenor Pedrosa Rocha         | 2 000      | 0 (não possui)   |
| Porto Vitória       | Vitória      | Não participou | Kleber Andrade                      | 50 000     | 0 (não possui)   |
| Sport-ES            | Serra        | 5º da Série B  | Gil Bernardes                       | 1 000      | 1 (2014)         |

Notas
1. ↑  Título conquistado representando a cidade de Guaçuí.
2. ↑  Título conquistado representando a cidade de Domingos Martins.

## Fase preliminar

### Grupo A
| Pos | Times             | Pts | J | V | E | D | GP | GC | SG  | Classificação |
| --- | ----------------- | --- | - | - | - | - | -- | -- | --- | ------------- |
| 1   | Nova Venécia      | 21  | 8 | 7 | 0 | 1 | 22 | 7  | +15 | Fase Final    |
| 2   | CTE Colatina      | 11  | 8 | 3 | 2 | 3 | 10 | 10 | 0   | Fase Final    |
| 3   | Forte Rio Bananal | 9   | 8 | 2 | 3 | 3 | 11 | 8  | +3  | Eliminados    |
| 4   | Aster Brasil      | 9   | 8 | 2 | 3 | 3 | 10 | 15 | –5  | Eliminados    |
| 5   | Sport-ES          | 5   | 8 | 1 | 2 | 5 | 5  | 18 | –13 | Eliminados    |

### Grupo B
| Pos | Times               | Pts | J | V | E | D | GP | GC | SG  | Classificação |
| --- | ------------------- | --- | - | - | - | - | -- | -- | --- | ------------- |
| 1   | Atlético Itapemirim | 18  | 8 | 5 | 3 | 0 | 11 | 4  | +7  | Fase Final    |
| 2   | Castelo             | 16  | 8 | 5 | 1 | 2 | 23 | 11 | +12 | Fase Final    |
| 3   | Porto Vitória       | 15  | 8 | 4 | 3 | 1 | 16 | 6  | +10 | Eliminados    |
| 4   | Capixaba            | 7   | 8 | 2 | 1 | 5 | 18 | 14 | +4  | Eliminados    |
| 5   | Grêmio Laranjeiras  | 0   | 8 | 0 | 0 | 8 | 5  | 38 | –33 | Eliminados    |

## Fase final
Em itálico, as equipes que possuem o mando de campo no primeiro jogo do confronto e em negrito as equipes classificadas.
|  | Semifinais          | Semifinais   | Semifinais | Semifinais |   |              | Final | Final |
|  |                     |              |            |            |   |              |       |       |
|  | Nova Venécia        | 2            | 4          | 6          |   |              |       |       |
|  | Castelo             | 1            | 0          | 1          |   |              |       |       |
|  | Castelo             | 1            | 0          | 1          |   | Nova Venécia | 1 (7) |       |
|  |                     |              |            |            |   | Nova Venécia | 1 (7) |       |
|  |                     | CTE Colatina | 1 (6)      |            |   |              |       |       |
|  | Atlético Itapemirim | CTE Colatina | 1 (6)      | 1          | 1 | 2 (3)        |       |       |
|  | Atlético Itapemirim |              |            | 1          | 1 | 2 (3)        |       |       |
|  | CTE Colatina        | 2            | 0          | 2 (4)      |   |              |       |       |

## Premiação
| Campeonato Capixaba de 2021 - Série B |
| ------------------------------------- |
| Nova Venécia (1º título)              |